# Trachylepis pulcherrima
Trachylepis pulcherrima (de Witte, 1953) è un sauro della famiglia Scincidae, endemico della Repubblica Democratica del Congo.